# Comisión Nacional de Intermediación
La Comisión Nacional de Intermediación (CONAI) fue un órgano ciudadano de mediación conformado en octubre de 1994 tras el Levantamiento zapatista, con el objetivo de lograr la paz entre las fuerzas beligerantes del Gobierno de México y el Ejército Zapatista de Liberación Nacional (EZLN).

## Historia

### 1994
El 26 de agosto de 1994 se realizaron elecciones federales estatales en México y en Chiapas resultando ganadores Ernesto Zedillo como presidente de México y Eduardo Robledo Rincón como gobernador del estado de Chiapas, este último en medio de un proceso electoral polémico. El EZLN, ante un apoyo abierto a Amado Avendaño, candidato del Partido de la Revolución Democrática (PRD), acusó de un fraude electoral. El 15 de septiembre el grupo indígena declaró «alerta roja» ante una nueva ofensiva militar mediante patrullajes terrestres y aéreos del Ejército Mexicano, y ante la detención de Fernando Yáñez Muñoz por la Procuraduría General de la República acusado de ser el Comandante Germán, líder histórico de las FLN, antecedente del EZLN.
Ante una nueva escalada del conflicto el obispo de San Cristóbal de las Casas, Samuel Ruiz García, propuso el 13 de octubre una nueva salida pacífica mediante la creación de la CONAI convocando a personalidades de México y del estado de Chiapas a su conformación. 
El 19 de diciembre las bases de apoyo del EZLN realizan un avance territorial pacífico sobre 30 municipios de Chiapas con el fin de recuperar tierras que habían sido despojadas por terratenientes a lo largo del siglo XX y fundan «municipios autónomos y en rebeldía». Se rumora, entonces, la realización de una ofensiva militar para detener el avance.
El 24 de diciembre el gobierno de México reconoce a la CONAI como entidad de mediación por la paz en Chiapas. Al día siguiente el Comité Clandestino Revolucionario Indígena-Comandancia General del EZLN (CCRI-EZLN) saludó la decisión y reconoció al organismo, igualmente. Las fiestas por el primer aniversario del alzamiento del 1 de enero se realizaron en paz. 
Ante una amenaza de la reanudación de las acciones armadas entre el gobierno de México y el EZLN tras el aniversario, Samuel Ruiz realizó un ayuno por la paz, mismo que da como fruto la realización del primer Diálogo de la Selva, realizado el 15 de enero de 1995 entre Esteban Moctezuma Barragán, secretario de Gobernación, el Subcomandante Marcos —hoy Subcomandante Galeano— y Ruiz como representante de la CONAI.
Nuevamente las negociaciones se vieron peligradas ante el anuncio del EZLN de fundar cuatro municipios autónomos independientes llamados Aguascalientes el 1 de enero de 1996, coincidiendo con el segundo aniversario del alzamiento. El gobierno de México exhortó a los zapatistas a desmantelar los Aguascalientes, a lo que se niegan. El 14 de diciembre una ronda de diálogos entre la CONAI y el EZLN fue suspendida por una nueva ronda de patrullajes militares en la zona del conflicto.
Luego de la ofensiva militar de 1995, el incumplimiento de los Acuerdos de San Andrés, la matanza de El Bosque el 15 de junio de 1998, múltiples episodios de violencia hacia las bases zapatistas y comunidades indígenas afines a Samuel Ruiz así como un clima mediático de linchamiento en su contra, el religioso declaró disuelta la CONAI en 1998. Los esfuerzos de paz y mediación se institucionalizarían mediante la creación de la asociación civil Servicios y Asesoría para la Paz (SERAPAZ). En 2002 Ruiz anunció la publicación de un volumen de cien mil páginas de documentos del archivo histórico de la CONAI.